# 论民族自决权
《论民族自决权》（俄语：О праве наций на самоопределение）是列宁的著作，创作于1914年2月至5月，涉及蘇聯与民族国家芬蘭和波兰的关系。他认为在资本主义国家中，否认民族自决只能意味着维护统治民族的特权和警察治国方式。